# Zarathustrianisme
 Der er for få eller ingen kildehenvisninger i denne artikel, hvilket er et problem. Du kan hjælpe ved at angive troværdige kilder til de påstande, som fremføres i artiklen.

Zarathustrisme, zoroastrisme eller Mazdaisme er en religion opstået i det præislamiske Iran af en række ældre iranske religiøse traditioner, hvis hovedguddom er Ahura Mazda.
Mange sagn og legender knytter sig til religionens (formodede) grundlægger Zarathustra. Ikke mindst har fortællinger om ham spillet en betydelig rolle i Europas religionshistorie, hvor han dels er blevet tillagt rollen som ophavsmand til alt, der blev betragtet som ond og falsk lære. Dels som den ældgamle vismand, der besad kilden til den ægte og sande lære.
Der verserer en del mytestof om Zarathustra, der desværre jævnligt ses gengivet som fakta - også i videnskabelig sammenhæng. 
En græsk kilde nævner ham som en ældre visdomslærer omkring 500 f.Kr. med levetid omkring 600-500 f.Kr. og elev af Pythagoras. Andre placerer ham flere tusinde år tidligere. Nogle af Zarathustrismens teologiske skrifter, Avesta, er overleveret i sene afskrifter. På baggrund af lingvistisk analyse af de ældste af dem, Gathaerne, som nogle forskere mener er formuleret af Zarahustra selv, dateres hans levetid til ca. 1500-1000 f.Kr. og snarest i den seneste del. 
Der hersker uenighed om, hvorvidt zarathustrismen var statsreligion i det persiske storrige under de achaimediske konger (ca. 550-330 f.Kr.). Sikkert er det, at visse elementer af Avesta kendes fra kongelige inskriptioner fra storrigets tid, men om zarathustrismen var en religion er usikkert. Det er også muligt, at inskriptionerne blot er udtryk for en religiøs tradition, der dyrkede Ahura Mazda. Vi ved, at Zarathustrismen var statsreligion langt senere under Sassanidedynastiet (224-651 e.Kr.). Vi ved også, at sassaniderne i vid udstrækning søgte at legitimere deres magtposition ved at gribe tilbage i historien og præsentere sig som værdige arvtagere af fordums storhed under achaimeniderne. 
Som led i denne legitimering blev zarathustrismen fremstillet som achaimenidernes statsreligion. Sassanidernes etablering af zarathustrismen som statsreligion skal forstås som et vitalt led i den legitimering, der gik ud på at genetablere det tabte storrige. Men vi ved, at der ikke på sassanidernes tid fandtes en historisk tradition, der rakte tilbage til achaimenide-tiden. Traditionen om zarathustrismens status under det persiske storrige er altså konstrueret.

## Islamisering
I 651 e.Kr. blev Iran erobret af arabiske styrker, og i løbet af de følgende århundreder blev den iranske befolkning islamiseret. Det betød et voldsomt fald i antallet af tilhængere af zarathustrismen i Iran. I dag har den mellem 124.000 og 190.000 tilhængere. Mange er flygtet til Indien, hvor der i dag bor ca. 70.000.

### Trykte kilder
- Kaj Barr: Avesta, Spektrum, 1997
- J. P. Asmussen og Jørgen Læssøe: Illustreret Religionshistorie, bd. 2, Gad, 1968
- Albert de Jong; Traditions of the Magi. Zoroastrianism in Greek and Latin. Brill, Leiden, 1997
- Michael Stausberg: Die Religion Zarathusthras, bd. 1-3, Kohlhammer, 2000
- Michael Stausberg: "Iransk Religion" i Sørensen, Jensen & Rothstein Gyldendals Religionshistorie, Gyldendal, 2011
- Michael Stausberg: Zarathustra and Zoroastrianism, Equinox, 2008